# Llaurí (kommunhuvudort)
Llaurí är en kommunhuvudort i Spanien.   Den ligger i provinsen Província de València och regionen Valencia, i den östra delen av landet, 300 km öster om huvudstaden Madrid. Llaurí ligger 19 meter över havet och antalet invånare är 1 269.
Terrängen runt Llaurí är kuperad åt sydväst, men åt nordost är den platt. Runt Llaurí är det tätbefolkat, med 308 invånare per kvadratkilometer. Närmaste större samhälle är Sueca, 6,4 km norr om Llaurí. 